# Stericycle
Stericycle — американська компанія, яка спеціалізується на зборі та утилізації речовин та матеріалів, таких, як медичні відходи, відходи фармацевтичної продукції, небезпечні відходи. Штаб-квартира компанії знаходиться у місті Лейк-Форест штат Іллінойс.